# Paul Mirkovich
Paul Mirkovich (Los Angeles, 20 marzo 1963) è un tastierista statunitense di origine croata.

## Carriera
È stato per sedici anni il tastierista e corista di Cher, ed è anche conosciuto per aver fatto parte degli Whitesnake nel 1994, nel periodo della loro seconda reincarnazione, e come membro dei Nelson. Molto prolifica anche la sua attività di turnista.

## The Voice
È il tastierista del talent The Voice, dove ha suonato oltre mille brani, ciò gli ha consentito di acquisire un'ulteriore fama negli Stati Uniti.

## Discografia

### Con Cher
- Not com.mercial, 2000
- The Very Best of Cher, 2003

### Album tributo
- A MusiCares Tribute To Carole King, 2015